# Медаль «Вооружённые силы на службе Родине»
Медаль «Вооружённые силы на службе Родине» (пол. Medal «Siły Zbrojne w Slużbie Ojczyzny») — польская военная награда, медаль, учреждённая Парламентом ПНР 26 мая 1951 года, была включена в реестр государственных наград Третьей Республики в 1990 году.

## Положение
Предназначалась для награждения военнослужащих Народного Войска Польского и NCO’S за долголетнюю безупречную службу.
Медалью награждались и гражданские лица, работавшие по найму (контракту) в вооружённых силах.
Медаль была разделена на три степени — золотую, серебряную и бронзовую, присуждаемые, соответственно, за 15, 10 и 5 лет безупречной службы.
В 1960 году Положение о медали было изменено. Для награждения золотой медалью срок безупречной службы стал составлять 25 лет, серебряной — 15 лет. Награждение бронзовой медалью было отменено.
В 1968 году Положение о медали было вновь пересмотрено. Для награждения золотой медалью устанавливался срок безупречной службы 20 лет, серебряной — 10 лет. Было восстановлено награждение бронзовой медалью за 5 лет безупречной службы.
Медаль «Вооруженные силы на службе Родине» носилась на левой стороне груди и располагалась после медали «За самопожертвование и отвагу».

## Описание
Золотая медаль «Вооружённые силы на службе Родине» круглая диаметром 34 мм.
На лицевой стороне медали в центральной её части — круг диаметром 16 мм (с 1960 года, диаметр щита с орлом 15 мм), покрытый эмалью красного цвета. Сквозь эмаль просматриваются лучи, расходящиеся от центра. Круг окаймлён пояском из белой эмали. На пояске помещена надпись: «SILY ZBROJNE W SLUZBIE OJCZYZNY» и маленькая золотистая звёздочка в нижней части пояска. В центре красного эмалевого круга наложен серебристый некоронованный орёл.
Композиция окружена позолоченным венком из ветвей лавра с двумя перекрещенными мечами, направленными своими остриями вверх. Место пересечения мечей скрыто центральной композицией.
В нижней части венка помещён маленький овальный щиток, покрытый эмалью красного цвета, с позолоченными римскими цифрами посредине:
— «XV», «X», «V» — в 1951—1960 годах;
— «XXV», «XV» — в 1960—1968 годах,
— «XX», «X», «V» — в 1968—1990 годах.
Оборотная сторона медали гладкая матовая.
В верхней части медали имеется ушко с кольцом, с помощью которого она крепится к ленте. Лицевая сторона кольца украшена орнаментом.
Серебряная и бронзовая медали «Вооружённые силы на службе Родине» идентичны золотой медали с той лишь разницей, что свободные от эмали участки медали 2-й степени посеребренные, а медаль 3-й степени изготавливалась из бронзы.
Орёл на медалях всех трёх степеней посеребренный.

## Лента
Лента медали шелковая муаровая красного цвета со сдвоенными полосками белого цвета по бокам ленты. Ширина ленты 35 мм. Ширина белых полосок 2 мм каждая.

## Медаль 1990 года
Предназначена для награждения военнослужащих Вооружённых Сил Польской Республики за долголетнюю безупречную службу. Медалью награждаются и гражданские лица, работающие по найму (контракту) в вооружённых силах.
Медаль была разделена на три степени — золотую серебряную и бронзовую, присуждаемые, соответственно, за 20, 10 и 5 лет безупречной службы.
В 1995 году Распоряжением Министра Национальной Обороны Польши Положение о медали было изменено. Для награждения золотой медалью срок безупречной службы стал составлять — 25 лет, серебряной — 15 лет, бронзовой — 5 лет.
Медаль «Вооруженные силы на службе Родине» носится на левой стороне груди и располагается после медали «За Одру, Нису, Балтику».

## Описание
Золотая медаль «Вооруженные силы на службе Родине» круглая диаметром 34 мм.
На лицевой стороне медали в центральной её части — круг, покрытый эмалью красного цвета (диаметр щита с орлом 15 мм). Сквозь эмаль просматриваются лучи, расходящиеся от центра. Круг окаймлён пояском из белой эмали. На пояске помещена надпись: «SILY ZBROJNE W SLUZBIE OJCZYZNY» и маленькая золотистая звёздочка в нижней части пояска. В центре красного эмалевого круга наложен коронованный орёл серебристого цвета.
Композиция окружена позолоченным венком из ветвей лавра с двумя перекрещенными мечами, направленными своими остриями вверх. Место пересечения мечей скрыто центральной композицией.
В нижней части венка помещён маленький овальный щиток, покрытый эмалью красного цвета, с позолоченными римскими цифрами посредине:
— «XX», «X», «V» — в 1990—1995 годах.
— «XXV», «XX» — в 1995 году.
Начиная с 1996 года овальный щиток в нижней части венка отсутствует.
Оборотная сторона медали гладкая матовая.
В верхней части медали имеется ушко с кольцом с помощью которого она крепится к ленте. Лицевая сторона кольца украшена орнаментом.
Серебряная и бронзовая медали «Вооружённые силы на службе Родине» идентичны золотой медали с той лишь разницей, что свободные от эмали участки медали 2-й степени посеребренные, а медаль 3-й степени изготавливалась из бронзы.
Орёл на медалях всех степеней посеребренный.

## Лента
Лента медали шелковая муаровая красного цвета со сдвоенными полосками белого цвета по бокам ленты. Ширина ленты 35 мм. Ширина белых полосок 2 мм каждая.
| Планка Медали «Вооруженные силы на службе Родине» | Планка Медали «Вооруженные силы на службе Родине» | Планка Медали «Вооруженные силы на службе Родине» |
| ------------------------------------------------- | ------------------------------------------------- | ------------------------------------------------- |
| Медаль золотая                                    | Медаль серебряная                                 | Медаль бронзовая                                  |